# Bundesautobahn 250
De Bundesautobahn 250 (kortweg A250), ook wel Maschener Autobahn genoemd, was een Duitse autosnelweg ten zuidoosten van Hamburg, inmiddels is het onderdeel van de A39. De A250 begon op het Maschener Kreuz en liep naar Lüneburg, alwaar de autosnelweg verderging als B4. De A250 was overal als vierstrooksweg met vaste rijbaanscheiding uitgevoerd.

## Externe link

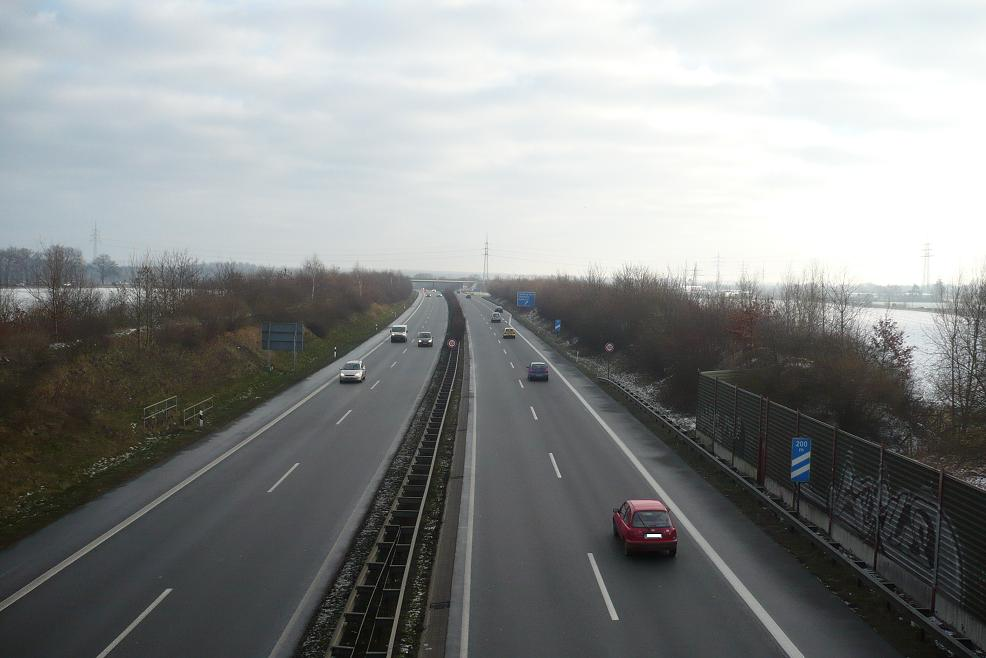
Afrit Lüneburg-Nord